# Milaan-San Remo 2016
De 107e editie van de wielerwedstrijd Milaan-San Remo werd gehouden op 19 maart 2016.
De renners legden een parcours af van 295 kilometer tussen Milaan en San Remo, waar de race eindigde op de Via Roma. De wedstrijd maakte deel uit van de UCI World Tour 2016. Titelverdediger was de Duitser John Degenkolb. Hij werd opgevolgd door de Fransman Arnaud Démare. Het was voor het eerst sinds 1995 dat een Fransman als eerste over de streep kwam.

## Koersverloop
De koers was vier kilometer langer dan oorspronkelijk was gepland, omdat een aardverschuiving de organisatie dwong na de beklimming van Passo del Turchino de renners om te leiden. Het peloton was nerveus en dat leidde tot valpartijen in de aanloop naar de Cipressa. Slachtoffers waren Arnaud Démare en Michael Matthews, die de koers echter wel konden vervolgen. Op de Cipressa werd het initiatief zoals in de pers was aangekondigd door Astana, de ploeg van Vincenzo Nibali. Een aantal sprinters moesten de rol lossen, waaronder Mark Cavendish. Aanvallen op de Cipressa leverden uiteindelijk niets op.
Vlak onder de top van de Poggio ging Michał Kwiatkowski in de aanval. Hij nam een voorsprong van vijf seconden en wist deze in de afdaling te behouden. In de straten van San Remo proberen Fabian Cancellara en Greg Van Avermaet een sprint te ontlopen. Zij halen Kwiatkowski wel bij, maar komen zelf niet weg uit het peloton. In de sprint werd Peter Sagan uitgeschakeld door een val van Fernando Gaviria. In de sprint probeert Jürgen Roelandts zijn collega's te verrassen door vroeg aan te gaan. Démare was duidelijk de snelste. Achter de Fransman komt Swift te laat om hem te achterhalen en wordt tweede.

## Deelnemende ploegen
| 18 UCI World Tour-ploegen | 18 UCI World Tour-ploegen | 18 UCI World Tour-ploegen | 7 wildcards                 |
| ------------------------- | ------------------------- | ------------------------- | --------------------------- |
| AG2R La Mondiale          | FDJ                       | LottoNL-Jumbo             | Androni Giocattoli-Sidermec |
| Astana                    | Giant-Alpecin             | Movistar                  | Bardiani CSF                |
| BMC Racing Team           | IAM Cycling               | Orica-BikeExchange        | Bora-Argon 18               |
| Cannondale                | Katjoesja                 | Team Sky                  | CCC Sprandi Polkowice       |
| Dimension Data            | Lampre-Merida             | Tinkoff                   | Cofidis                     |
| Etixx-Quick Step          | Lotto Soudal              | Trek-Segafredo            | Southeast-Venezuela         |
|                           |                           |                           | Team Novo Nordisk           |
|                           |                           |                           |                             |

## Uitslag
| Milaan-San Remo 2016 |                    |                             |          |
| Plaats               | Naam               | Ploeg                       | Tijd     |
| Winnaar              | Arnaud Démare      | FDJ                         | 6u54'45" |
| 2                    | Ben Swift          | Team Sky                    | z.t.     |
| 3                    | Jürgen Roelandts   | Lotto Soudal                | z.t.     |
| 4                    | Nacer Bouhanni     | Cofidis                     | z.t.     |
| 5                    | Greg Van Avermaet  | BMC Racing Team             | z.t.     |
| 6                    | Alexander Kristoff | Team Katjoesja              | z.t.     |
| 7                    | Heinrich Haussler  | IAM Cycling                 | z.t.     |
| 8                    | Filippo Pozzato    | Southeast-Venezuela         | z.t.     |
| 9                    | Sonny Colbrelli    | Bardiani CSF                | z.t.     |
| 10                   | Matteo Trentin     | Etixx-Quick Step            | z.t.     |
| 11                   | Luis León Sánchez  | Astana Pro Team             | z.t.     |
| 12                   | Peter Sagan        | Tinkoff                     | z.t.     |
| 13                   | Matteo Montaguti   | AG2R La Mondiale            | z.t.     |
| 14                   | Tom-Jelte Slagter  | Cannondale Pro Cycling Team | z.t.     |
| 15                   | Alejandro Valverde | Movistar Team               | z.t.     |
| 16                   | Jan Bakelants      | AG2R La Mondiale            | z.t.     |
| 17                   | Niccolò Bonifazio  | Trek-Segafredo              | z.t.     |
| 18                   | Arthur Vichot      | FDJ                         | z.t.     |
| 19                   | Simon Geschke      | Team Giant-Alpecin          | z.t.     |
| 20                   | Francesco Gavazzi  | Androni Giocattoli-Sidermec | z.t.     |